# 海軍兵器廠
海軍兵器廠（かいぐんへいきしょう、Marinearsenal）は、海軍の兵器の製造・保管・供給などを行う工場。

## 日本
日本では1886年（明治19年）に「海軍条例」や「海軍鎮守府官制」が定められ、横須賀ついで呉・佐世保・舞鶴に造船部と兵器部が設置された。1897年（明治30年）10月に造船部は海軍造船廠に、1900年（明治33年）5月に兵器部は海軍兵器廠に改編された。
1903年（明治36年）11月、「海軍工廠条例」が制定され、造船廠・造兵廠・兵器廠・需品庫と分立していたものを統合し、海軍工廠として一元化された。

## ドイツ
キールにはホヴァルト社が所有するキール造船所があったが、戦時中に一時的に海軍に接収され、海軍兵器廠（Marinearsenal）とともに造船工廠（Marinewerft）となっていた。

## アメリカ合衆国
- ワシントン海軍工廠